# Heizkraftwerk Elberfeld

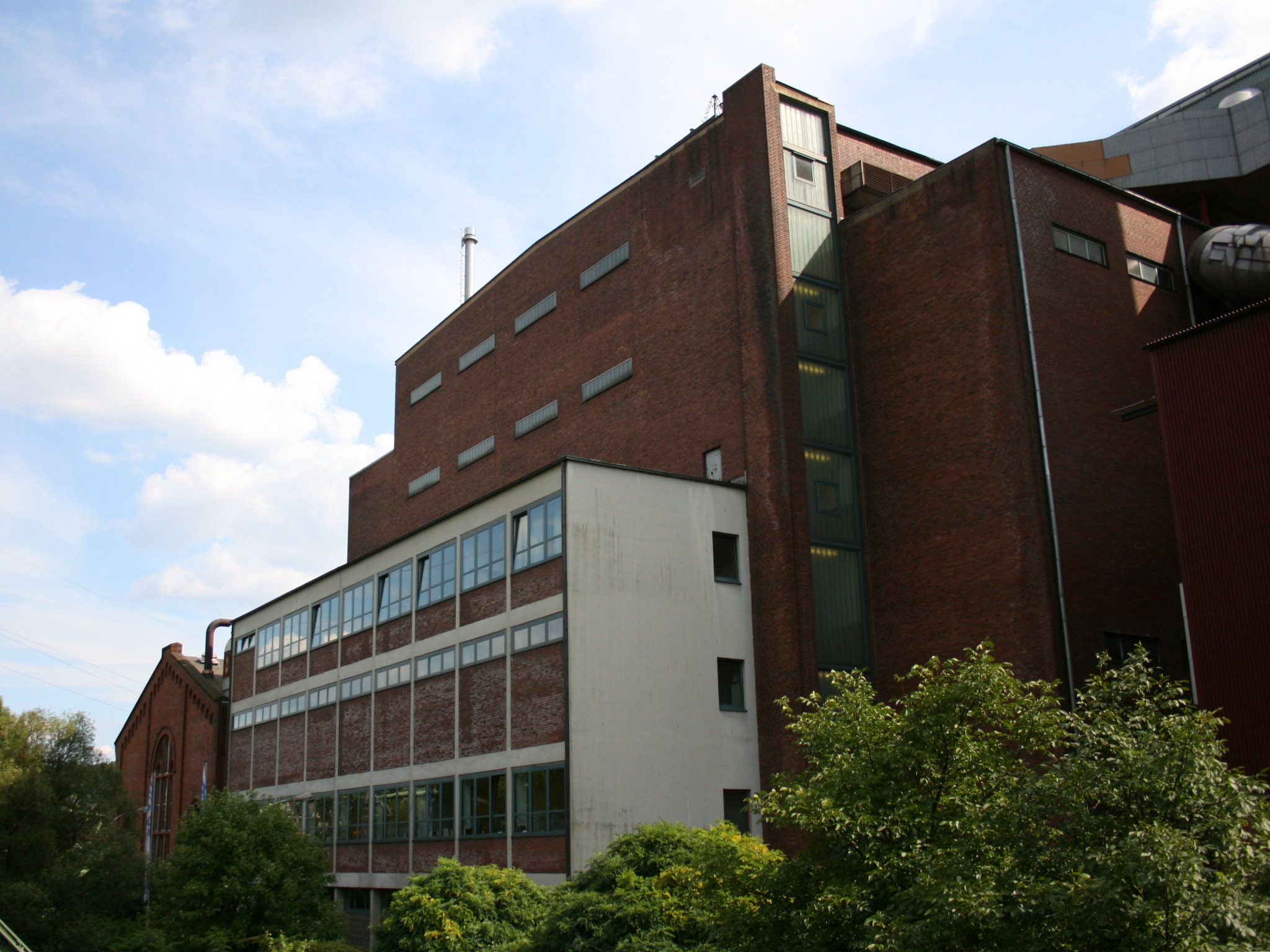
Ansicht von Nordwest (2008), links der älteste Gebäudeteil

Das Heizkraftwerk Elberfeld (auch Kraftwerk (an der) Kabelstraße) war ein Steinkohlebefeuertes Heizkraftwerk in Wuppertal-Elberfeld. Es wurde im Jahr 1900 eingeweiht und war damals das zweite errichtete Elektrizitätswerk in der damals selbstständigen Stadt Elberfeld. Seitdem wurde das Kraftwerk mehrfach modernisiert und umgebaut. 2018 wurde es stillgelegt.

## Geschichte und Betrieb
Der Bau des städtischen Elektrizitätswerks begann am 7. Juli 1898 und war im Jahr 1900 abgeschlossen. Das Werk wurde mit einem Gleisanschluss mit Kohle versorgt und bezog das Kühlwasser aus der Wupper. Die anfangs verbaute Parsons-Turbine leistete 1 Megawatt (MW) und versorgte vor allem Fabriken in Elberfeld, die Schwebebahn und die Straßenbahn. Die Leistung wurde den folgenden Jahren ausgebaut und betrug 1925 insgesamt 10 MW. Nach einer Fusion ging das Kraftwerk 1920 in den Besitz der gemischtwirtschaftlichen Bergischen Elektrizitäts-Versorgungsgesellschaft (BEV) über. In den Jahren 1927/1928 baute man es zum Heizkraftwerk aus. 1948 waren zwölf Dampfkessel und vier verschiedene Generatoren vorhanden. Der Westen Wuppertals (Elberfeld und Vohwinkel) wurde zu dieser Zeit von der BEV allerdings überwiegend aus dem Kraftwerk Kupferdreh mit Strom versorgt.
Wegen der gestiegenen Nachfrage wurde das Gebäude nach dem Zweiten Weltkrieg fast vollständig umstaltet. Zwischen den Jahren 1969–1971 rüstete man das Kraftwerk auf einen Betrieb mit Erdgas um, wobei weiter auch Kohle verfeuert werden konnte. Mit der Auflösung der BEV im Jahr 1971 kam das Kraftwerk zu den Wuppertaler Stadtwerken. Aufgrund von steigenden Gaspreisen und dem Verstromungsgesetz wurde die Erdgasverstromung 1979–1981 wieder eingestellt.
1985 beschloss man eine umfassende Modernisierung. Seit diesem Umbau, der 1989 abgeschlossen wurde, besaß das Kraftwerk eine moderne Wirbelschichtfeuerung. So konnten bis zu 100 MW in Form elektrischer Energie erzeugt und zusätzlich bis zu 201 MW in das städtische Fernwärmenetz eingespeist werden. Gleichzeitig wurde der 198 Meter hohe Schornstein neu errichtet und der ältere, weniger als halb so hohe Kamin abgetragen. Seitdem ist der Kraftwerksschornstein das höchste Bauwerk in Wuppertal.
Das Kraftwerk wurde zuletzt bedarfsabhängig gefahren und die Leistung an die Nachfrage nach Elektrizität und Wärme angepasst. So lief es in den Sommermonaten oft unter Teillast mit nur einem Kessel, da relativ wenig Fernwärme benötigt wurde.
Am 7. Juli 2018 wurde eine Verbindungsleitung von der Fernwärmeleitung entlang der Wupper zum Fernwärmenetz des Müllheizkraftwerks in Cronenberg in Betrieb genommen. Das Müllheizkraftwerk konnte dadurch die Fernwärmeversorgung entlang der Talachse sicherstellen. Damit war das Elberfelder Heizkraftwerk überflüssig geworden und wurde offiziell stillgelegt. Durch die Umstellung sollten pro Jahr etwa 450.000 Tonnen Kohlenstoffdioxid eingespart werden.
Nach der Stilllegung wurde das Kraftwerk 2019 höchstbietend verkauft. Den Zuschlag erhielt ein Investor, der das Gebäude für Veranstaltungen umbauen wollte. Wegen bestehender Schutzvorschriften stimmte die Stadt den Plänen aber nicht zu. Im August 2024 begann der Abriss des Gebäudes. Im Mai 2025 verkündete die Bayer AG, das an ihr Werk angrenzende Grundstück angekauft zu haben. Das Kraftwerk soll bis auf den Schornstein bis Mitte 2026 abgetragen werden.

## Horst für Wanderfalken
Im Herbst 2001 wurde mit Unterstützung des Forstbezirks Wuppertal in 100 Metern Höhe am Schornstein ein Horst für Wanderfalken angebracht. Dieser Horst wurde seitdem jedes Jahr angenommen. Die Wuppertaler Stadtwerke haben zwei Webcams eingerichtet, so dass man die Vögel beim Brüten beobachten kann. Der Horst und die Webcams blieben auch nach der Stilllegung und dem Verkauf erhalten.